# Masato Morishige
Masato Morishige (n. 21 mai 1987) este un fotbalist japonez.

## Statistici
| Japonia | Japonia | Japonia |
| An      | Meciuri | Goluri  |
| ------- | ------- | ------- |
| 2013    | 6       | 0       |
| 2014    | 11      | 1       |
| 2015    |         |         |
| Total   | 17      | 1       |